# Scolitantides tytleri
Scolitantides tytleri är en fjärilsart som beskrevs av Evans 1924. Scolitantides tytleri ingår i släktet Scolitantides och familjen juvelvingar. Inga underarter finns listade.